# Kościół Najświętszego Serca Pana Jezusa w Sadłowie
Kościół Najświętszego Serca Pana Jezusa w Sadłowie – katolicki kościół filialny zlokalizowany we wsi Sadłowo w gminie Suchań, w powiecie stargardzkim (województwo zachodniopomorskie). Należy do parafii Matki Bożej Nieustającej Pomocy w Suchaniu.

## Historia i architektura
Kościół został wzniesiony w 2. połowie XIV wieku. Jest świątynią salową, sytuowaną na planie prostokąta. Do budowy użyto kładzionych warstwami kamieni narzutowych, uzupełnianych cegłą. W 2. połowie XVI wieku nawę przedłużono w kierunku wschodnim. Wykonany wówczas szczyt wschodni ozdobiony jest blendami. W XIX wieku pierwotne ostrołukowe okna zostały powiększone i przerobione na prostokątne. Wybito także wówczas nowy portal w ścianie południowej. W latach 1865–1885 od strony zachodniej dobudowana została czworoboczna, kamienno-ceglana wieża. Na wieży zawieszony jest dzwon odlany w 1878 roku.
Wewnątrz kościoła znajdują się XIX-wieczne ławki i empora chórowa na ścianie zachodniej. W prezbiterium zachował się barokowy ołtarz ambonowy z początku XVIII wieku, ze zdemontowanym koszem.
Po II wojnie światowej kościół został poświęcony jako świątynia katolicka w dniu 29 czerwca 1949 roku przez ks. Stefana Strzałkowskiego TChr.